# Academia de Polícia Militar General Edgard Facó
A Academia de Polícia Militar General Edgard Facó (APMGEF) é a unidade de educação profissional de nível superior, responsável pela formação e aperfeiçoamento dos Oficiais da Polícia Militar do Estado do Ceará.

## História
O Capitão do Exército Brasileiro - comissionado a Coronel e Comandante da Polícia Militar - Edgard Facó redigiu e editou o Decreto Nº 1.251, de 08 de abril de 1929, criando a Escola de Formação Profissional da Força Pública, que objetivava fornecer instrução literária e técnico-profissional aos Aspirantes a Oficial da PM.
Em 05 de março de 2017, foi homenageado o criador da Escola, passando a denominar-se Grupamento Escola General Edgard Facó.
A Lei Nº 9.560 de 14 de dezembro de 1971 transformou o Grupamento Escolar em Academia.
Em 1977 A Academia de Polícia Militar General Edgard Facó passou a Curso Superior pelo Decreto Nº 12.355, de 24 de maio de 1977.
Desde 1993, mediante Convênio, a Universidade Federal do ceará é a responsável pelo Vestibular de Ingresso na Academia Edgard Facó.
Pelo Decreto Nº 23.966, de 29 de dezembro de 1995, os formados pela Academia de Polícia Militar general Edgard Facó, ao concluírem o Curso de Formação de Oficiais, passaram a receber o título de “Bacharel em Segurança Pública”.